# Anna van Neurenberg
Anna van Neurenberg († 10 oktober 1355/57), Duits: Anna von Nürnberg, was een Duitse adellijke vrouw uit het Huis Hohenzollern en door huwelijk gravin van Nassau-Hadamar.

## Biografie

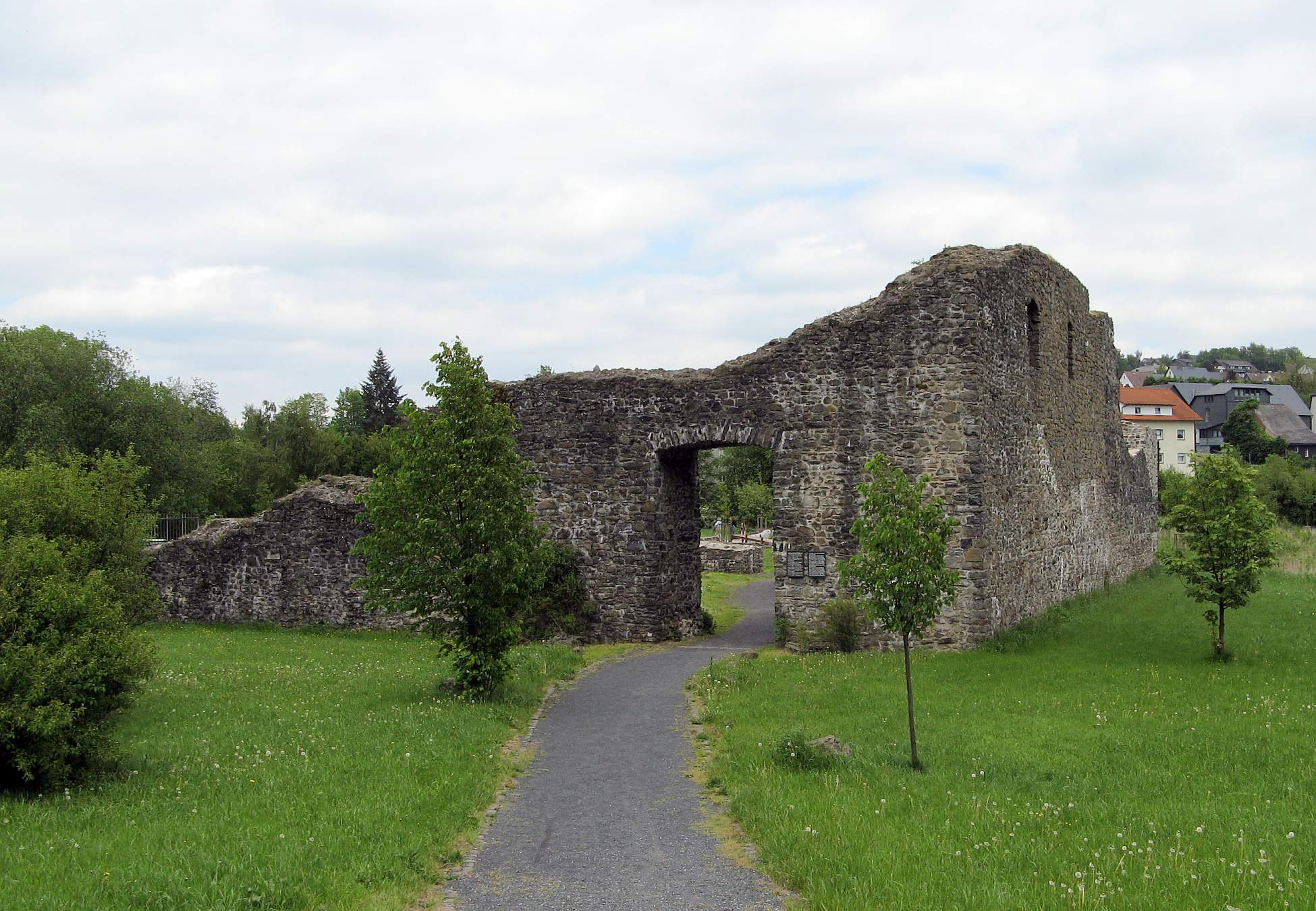
De ruïne van het Junkernschloss te Driedorf

Anna was de dochter van burggraaf Frederik III van Neurenberg en Helena van Saksen, dochter van hertog Albrecht I van Saksen en Helena van Brunswijk-Lüneburg. Vóór 3 januari 1297 huwde Anna met graaf Emico I van Nassau-Hadamar († 7 juni 1334). Het huwelijkscontract van ‘Friderich der alte burkgraue von Nurenberk … unser tochter Annen’ en ‘grauen Emchen von Nassowe’ is gedateerd 28 augustus 1295, en verstrekte bezit in ‘Smalkeden, an Rotenstein, an Koburk, an Kungesberk, an der Nuwenstat uf der Heide, an Sterrenberk unde an Kizzich’ als bruidsschat.
Anna’s echtgenoot had in 1290, samen met zijn broers Hendrik en Johan, zijn vader opgevolgd als graaf van Nassau. Het graafschap Nassau werd na een lang geschil in 1303 onder de drie broers verdeeld. Emico verkreeg de Mark Hadamar (Oberhadamar), Ellar, Driedorf, de proosdij Dietkirchen, de Esterau met Isselbach, en (Bad) Ems.
In een oorkonde gedateerd 13 augustus 1299 stemde ‘Rudolfus … Comes palatinus Reni Dux Bawarie’ in met de toekenning ‘in castro Kamerstein, Swapach, Altorf, Heroltsperc’ door rooms-koning Albrecht I ‘avunculum nostrum’ aan ‘domine Anne sorori … Johannis Burgravii de Nurenberg ac … Emichonis comitis Nassowie uxori’. Reeds op 30 januari 1299 had Albrecht in een oorkonde vastgelegd dat hij Emico en zijn vrouw 400 mark zilver Neurenbergs gewicht schuldig was.
De residentie van Anna en Emico was eerst het Junkernschloss in Driedorf. In de jaren 20 van de veertiende eeuw verlegden ze hun residentie naar Slot Hadamar.
De necrologie van Klooster Arnstein registreerde het overlijden van ‘Emichonis comitis de Nassawe’ op 7 juni 1334 alsmede zijn schenking.
Anna verkreeg na een overeenkomst met haar zoon Johan in 1336 als weduwengoed de Burcht Kammerstein en verscheidene goederen in Franken. Bovendien stond Johan haar aanzienlijke inkomsten in natura toe uit Laurenburg, Dausenau, Hadamar, Nentershausen en in de voogdij Weidenhahn, alsmede boerderijen en grondgebied in Hadamar (de boerderijen Schnepfenhäuser en Rödchen), Zeuzheim en Heftrich. Tot 1349 resideerde Anna op haar weduwengoed in Hadamar, daarna op de Burcht Kammerstein, waar ze overleed.

## Kinderen
Uit het huwelijk van Anna en Emico werden de volgende kinderen geboren:
1. Frederik († Mainz, 6 april …), was priester in Nassau 1307 en domheer te Mainz 1328.
2. Anna († vóór 1329), huwde vóór 1312 met heer Kuno II van Falkenstein (ca. 1290 – 14 mei 1334).
3. Jutta († vóór 10 november 1359), huwde vóór 26 juni 1332 met graaf Gerhard VI van Diez (gesneuveld 17 oktober 1343).
4. Johan († tussen 12 november 1364 en 20 januari 1365), volgde zijn vader op.
5. Agnes, was non in Klooster Altenberg bij Wetzlar 1328.
6. Helena, was non in Klooster Altenberg bij Wetzlar 1332.
7. Margaretha († Rottenburg, 30 januari 1370), huwde ca. 1349 met graaf Rudolf II van Hohenberg († 26 februari 1335).
8. Emico II († 1 maart 1359), regeerde sinds 1337 samen met zijn broer Johan.

## Voorouders
| Voorouders van Anna van Neurenberg | Voorouders van Anna van Neurenberg                                          | Voorouders van Anna van Neurenberg                                          | Voorouders van Anna van Neurenberg                                          | Voorouders van Anna van Neurenberg                                          | Voorouders van Anna van Neurenberg                                                          | Voorouders van Anna van Neurenberg                                                                    | Voorouders van Anna van Neurenberg                                                                     | Voorouders van Anna van Neurenberg                                                                     |
| ---------------------------------- | --------------------------------------------------------------------------- | --------------------------------------------------------------------------- | --------------------------------------------------------------------------- | --------------------------------------------------------------------------- | ------------------------------------------------------------------------------------------- | --- | --- | --- |
| Betovergrootouders                 | Frederik I van Zollern (?–na 1139) ⚭ Udalhild van Urach (?–1130/34)         | Koenraad II van Neurenberg (?–ca. 1192) ⚭ Hildegard (?–?)                   | ? (?–?) ⚭ ? (?–?)                                                           | ? (?–?) ⚭ ? (?–?)                                                           | Albrecht I ‘de Beer’ van Brandenburg (1096/1100–1170) ⚭ 1124 Sophia van Winzenburg (?–1160) | Mieszko III ‘de Oude’ van Polen (1126/27–1202) ⚭ 1136/40 Elisabeth van Hongarije (ca. 1128–vóór 1155) | Willem ‘de Dikke’ van Lüneburg (1184–1213) ⚭ 1202 Helena van Denemarken (1175/82–1233)                 | Albrecht II van Brandenburg (1172/76–1220) ⚭ 1205 Mathilde van Landsberg (?–1255)                      |
| Overgrootouders                    | Frederik II van Zollern (?–1200) ⚭ Sophia van Raabs (?–ca. 1204)            | Frederik II van Zollern (?–1200) ⚭ Sophia van Raabs (?–ca. 1204)            | ? (?–?) ⚭ ? (?–?)                                                           | ? (?–?) ⚭ ? (?–?)                                                           | Bernhard III van Saksen (1140–1212) ⚭ Judith van Polen (?–na 1201)                          | Bernhard III van Saksen (1140–1212) ⚭ Judith van Polen (?–na 1201)                                    | Otto I ‘het Kind’ van Brunswijk en Lüneburg (1204–1252) ⚭ 1228 Mathilde van Brandenburg (1206/15–1261) | Otto I ‘het Kind’ van Brunswijk en Lüneburg (1204–1252) ⚭ 1228 Mathilde van Brandenburg (1206/15–1261) |
| Grootouders                        | Koenraad I van Neurenberg (?–1260/61) ⚭ Clementia (?–?)                     | Koenraad I van Neurenberg (?–1260/61) ⚭ Clementia (?–?)                     | Koenraad I van Neurenberg (?–1260/61) ⚭ Clementia (?–?)                     | Koenraad I van Neurenberg (?–1260/61) ⚭ Clementia (?–?)                     | Albrecht I van Saksen (?–1260) ⚭ 1247/48 Helena van Brunswijk-Lüneburg (1223–1273)          | Albrecht I van Saksen (?–1260) ⚭ 1247/48 Helena van Brunswijk-Lüneburg (1223–1273)                    | Albrecht I van Saksen (?–1260) ⚭ 1247/48 Helena van Brunswijk-Lüneburg (1223–1273)                     | Albrecht I van Saksen (?–1260) ⚭ 1247/48 Helena van Brunswijk-Lüneburg (1223–1273)                     |
| Ouders                             | Frederik III van Neurenberg (?–1297) ⚭ vóór 1278 Helena van Saksen (?–1309) | Frederik III van Neurenberg (?–1297) ⚭ vóór 1278 Helena van Saksen (?–1309) | Frederik III van Neurenberg (?–1297) ⚭ vóór 1278 Helena van Saksen (?–1309) | Frederik III van Neurenberg (?–1297) ⚭ vóór 1278 Helena van Saksen (?–1309) | Frederik III van Neurenberg (?–1297) ⚭ vóór 1278 Helena van Saksen (?–1309)                 | Frederik III van Neurenberg (?–1297) ⚭ vóór 1278 Helena van Saksen (?–1309)                           | Frederik III van Neurenberg (?–1297) ⚭ vóór 1278 Helena van Saksen (?–1309)                            | Frederik III van Neurenberg (?–1297) ⚭ vóór 1278 Helena van Saksen (?–1309)                            |